# 産み分け

2021年の男女比。
女性が多い
男性が多い
ほぼ差がない
データなし

産み分け（うみわけ）は、男女どちらかの性別の子供を希望する夫婦が、それを実現するための科学的な根拠を持つ技術、またはその技術で出産すること。

## 概要
科学的根拠による確実な方法は、体外受精の手法を用いた着床前診断であるが、産み分けの目的でこの手法は禁止を日本産科婦人科学会が促していて、日本国内では行われていない。この手法だけではない、いかなる手法にしても、産み分けは禁止すれば、少子化の激化になりかねないので、「初産のみ、男女の産み分けの禁止」も促される。
一部地域は、男女の産み分けは特に規定がない、アメリカ合衆国は着床前診断による産み分けは一般的に実施されている。その他ヨルダン、イスラエル、その他の非キリスト教国では着床前診断によるファミリーバランシングを目的とした産み分けが実施されている場合が多い。
男女の精子をフローサイトメトリーで分離するマイクロソート法によれば、着床前診断には劣るものの70〜80%の確率で産み分けは確実に近いので、日本で少なからず行うが、アメリカで多く行われる。
妊婦の体内の鉛濃度により男女の割合が変化という報告がある。

## 産み分けにまつわる信仰・風習
科学・医学が発達する前から、仏教では烏枢沙摩明王に胎内の女児を男児に変える力があるとされて、この明王を本尊とした祈願法も行われていた。『法華経』の「観世音菩薩普門品」（観音経）では、観音菩薩に母親が望む性別の子を授ける力があると記されている。
信仰・風習ではなく、科学・医学の発達で、男女の産み分けを積極的な専門医なども各地に普及される。